# Игра по чужим правилам
«Игра́ по чужи́м пра́вилам» (англ. Glory Road) — воодушевляющая история о тренере, научившем слабую и никому не известную команду играть в баскетбол. От сотен спортивных драм эту отличает важная подробность: всё это правда, всё это произошло в 1966 году, и эта баскетбольная команда впервые в истории американского спорта была полностью чернокожей.

## Сюжет
В фильме рассказывается о тренере молодёжной баскетбольной команды Техаса, Доне Хаскинсе, который первым решился укомплектовать основной состав чернокожими спортсменами, что вызвало волну противоречивых суждений в обществе. Одни восхищались командой Хаскинса, демонстрировавшей невиданную в те времена (1966 год) зрелищность, а другие, руководствуясь расистскими предрассудками, искренне возмущались и искали пути искоренения нововведения.

## В ролях
| Актёр           | Роль             |
| --------------- | ---------------- |
| Джош Лукас      | Дон Хаскинс      |
| Дерек Люк       | Бобби Джо Хилл   |
| Остин Николс    | Джерри Армстронг |
| Джон Войт       | Адольф Рапп      |
| Ивен Джонс      | Мо Эйба          |
| Шин Керр        | Дэвид Латтин     |
| Альфонсо МакОли | Орстен Артис     |
| Мехкад Брукс    | Гарри Флурной    |
| Сэм Джонс III   | Уилли Уорсли     |
| Дамьен Рэдклифф | Уилли Кэйгер     |
| Эмили Дешанель  | Мэри Хаскинс     |
| Эл Ширер        | Невил Шед        |
| Татьяна Али     | Тина Маличи      |